# Georg Cohn

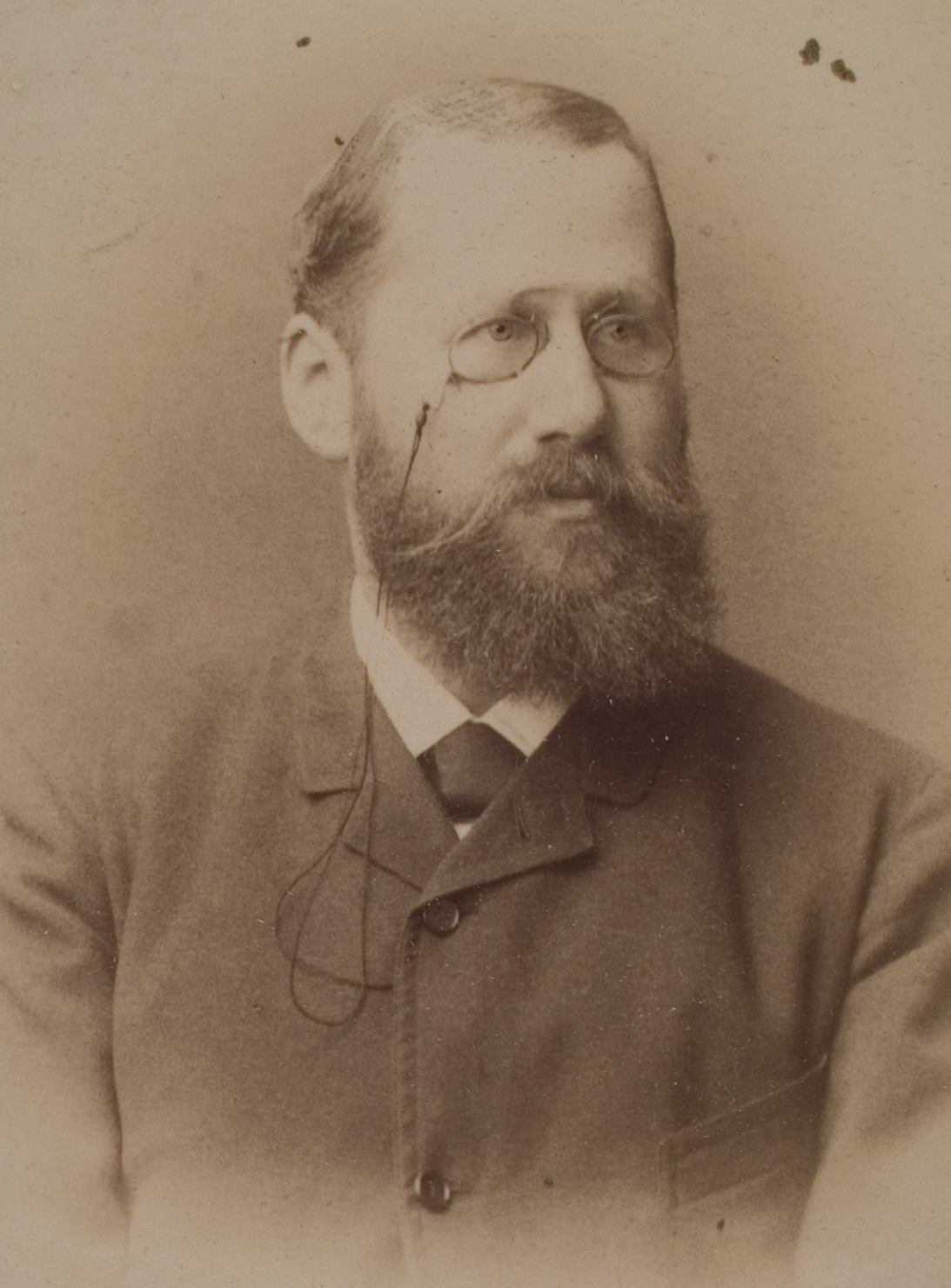
Georg Cohn

Georg Ludwig Cohn-Levin (* 19. September 1845 in Breslau; † 16. Februar 1918 in Zürich) war ein deutscher Rechtswissenschaftler.

## Leben
Der Sohn eines Kaufmanns studierte Rechtswissenschaft an den Universitäten Breslau und Berlin und promovierte 1868 in Greifswald. Von 1868 bis 1876 stand er in preußischem Justizdienst. 1876 wurde er an der Universität Heidelberg habilitiert und 1878 zum ausserordentlichen Professor und 1886 zum Honorarprofessor berufen. 1892 wurde er ordentlicher Professor für deutsche und schweizerische Rechtsgeschichte sowie deutsches und schweizerisches Privatrecht an der Universität Zürich. Von 1902 bis 1904 war er Rektor der Universität Zürich. Cohn war Mitglied der Hamburger Freimaurerloge Zur Brudertreue an der Elbe.
Seine Tochter Elsbeth (1882–1975) wurde Ökonomin und war als Lehrerin und Schriftstellerin tätig, sein Sohn Felix (1893–1965) wurde Neurologe.

## Schriften (Auswahl)
- Quid intersit inter confoederationem civitatum et civitatem confoederatam ex constitutionibus Germaniae, Helvetiae, Americae septentrionalis exponatur. Typis Friderici Hache, Greifswald 1868 (= Dissertation, Universität Greifswald, 1868).
- Justizverweigerung im altdeutschen Recht (= Die Verbrechen im öffentlichen Dienst nach altdeutschem Recht. Abt. 1). Braun, Karlsruhe 1876 (= Habilitationsschrift, Universität Leipzig, 1876). Nachdruck: Keip, Frankfurt am Main 1968.
- Die Symbolik im germanischen Familienrecht. Zürich 1891.
- Der Kampf um den Wechselprotest. Berlin 1905.
- Das neue Deutsche Bürgerliche Recht in Sprüchen. 4 Teile. Otto Liebmann, Berlin 1896–1900. Nachdruck: Keip, Goldbach 2001, ISBN 3-8051-0882-6.